# Louis Laing
Louis Mark Laing (Newcastle upon Tyne, 6 marzo 1993) è un ex calciatore inglese, di ruolo difensore.